# Pseudocrossotus enricoi
Pseudocrossotus enricoi là một loài bọ cánh cứng trong họ Cerambycidae.